# Claustro de la Compañía de Jesús
El Claustro de la Compañía de Jesús fue una de las 14 iglesias hispánicas en Tunja. En 1819, se convirtió en la sede del Colegio de Boyacá, fundado por Francisco de Paula Santander.